# Rivière Kipawa
Der Rivière Kipawa ist ein linker Nebenfluss des Ottawa River in der kanadischen Provinz Québec.

## Flusslauf
Der Rivière Kipawa bildet den westlichen Abfluss des Lac Dumoine. Er durchfließt die Seen Lac aux Foins, Lac Watson, Lac des Loups, Lac Sairs, Lac Grindstone und Lac Hunter, bevor er den 284 km² großen Stausee Lac Kipawa erreicht. Diesen durchfließt er von Südosten nach Nordwesten. Der Abfluss des Rivière Kipawa aus dem Lac Kipawa bei Laniel wird vom Laniel-Staudamm (⊙ Barrage de Laniel) reguliert. Anschließend fließt der Rivière Kipawa über eine Strecke von 16 km nach Westen zum 90 m tiefer gelegenen Lac Témiscamingue. Auf diesem letzten Flussabschnitt befinden sich zahlreiche Stromschnellen, die bei Wildwasserkanuten und Kajakfahrern beliebt sind. Zu diesen Stromschnellen gehören neben weiteren die La Grande Chute (⊙) 1,5 km oberhalb der Mündung sowie die Rapides Hollywood (⊙) unmittelbar oberhalb der Mündung. Kurz vor seiner Mündung überquert die Route 101 den Fluss. Über den 1911 erbauten Kipawa-Staudamm (⊙ Barrage de Kipawa) fließt ein kleinerer Teil des abfließenden Wassers vom Lac Kipawa über den Ruisseau Gordon direkt dem Ottawa River unterhalb des Lac Témiscamingue zu.
Der Rivière Kipawa hat eine Gesamtlänge von 177 km. Das Einzugsgebiet des Lac Dumoine teilt sich der Rivière Kipawa mit dem Rivière Dumoine.
Es gibt Pläne für ein Wasserkraftwerk, welches die Höhendifferenz zwischen Lac Kipawa und Lac Témiscamingue ausnutzt. Dabei würde das Wasser umgeleitet und dem Unterlauf des Flusses fehlen.

## Bilder

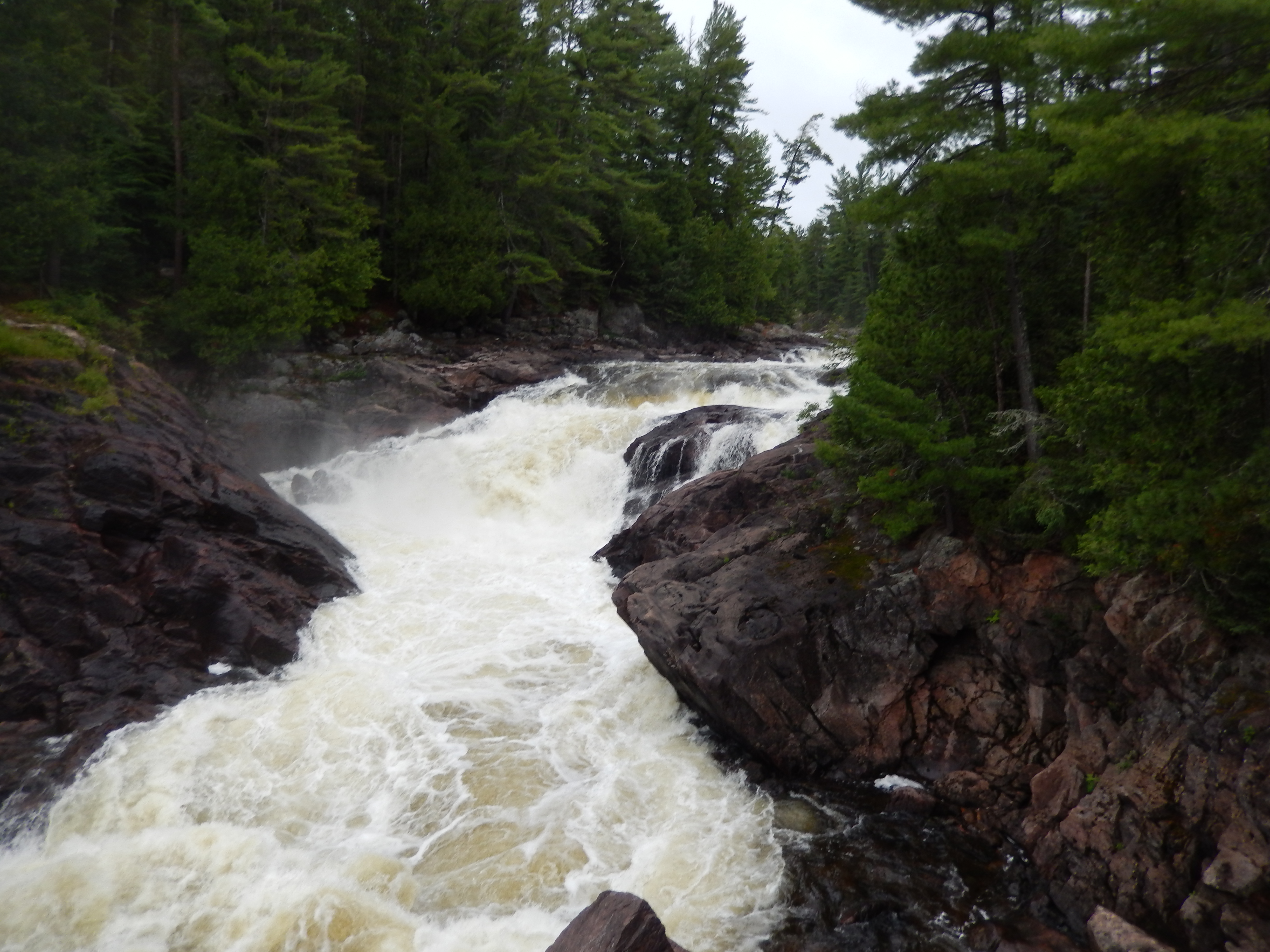
La Grande Chute
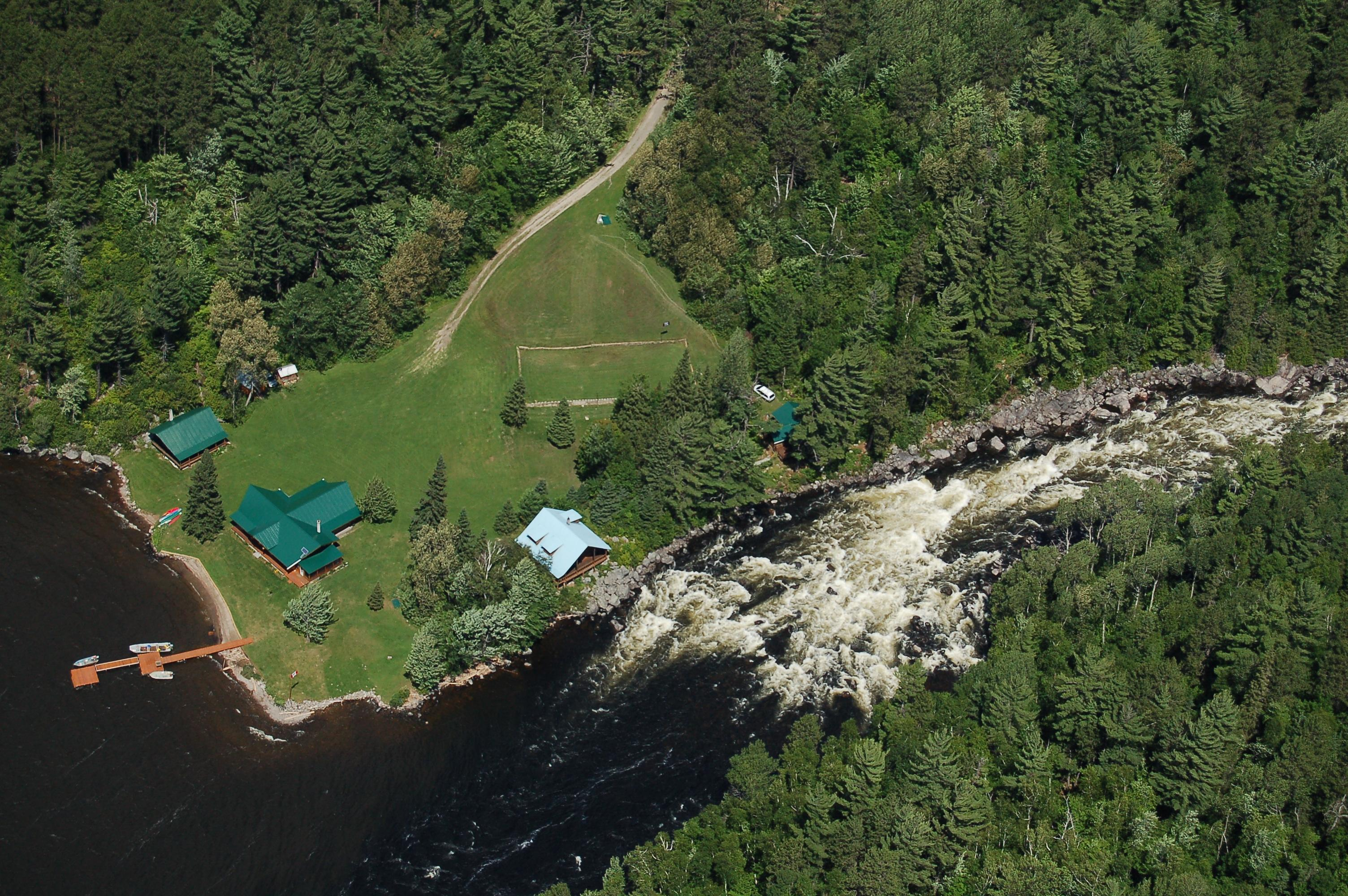
Rapides Hollywood und Mündung